# Pfarrkirche Assling

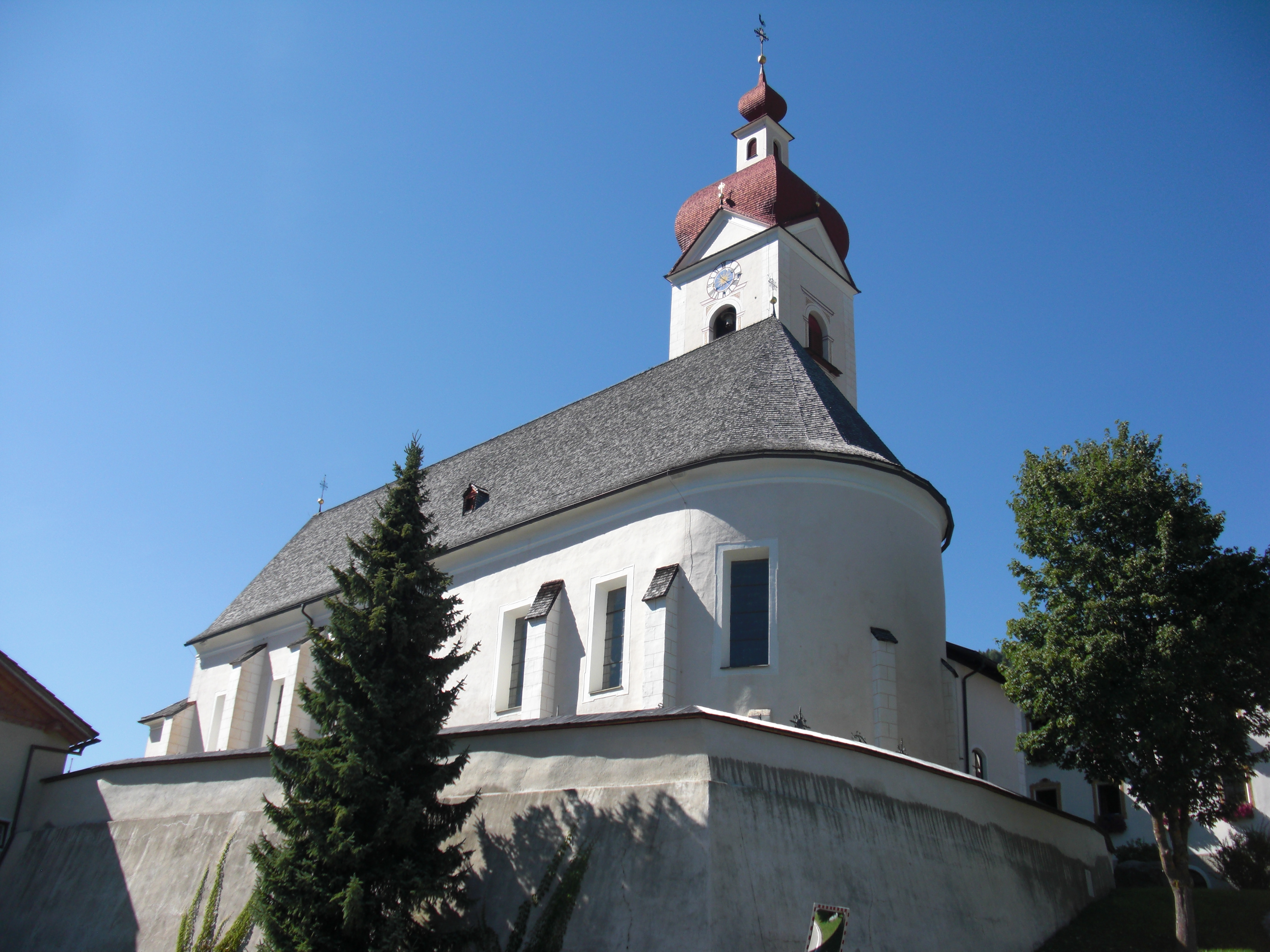
Katholische Pfarrkirche hl. Dreifaltigkeit in Assling

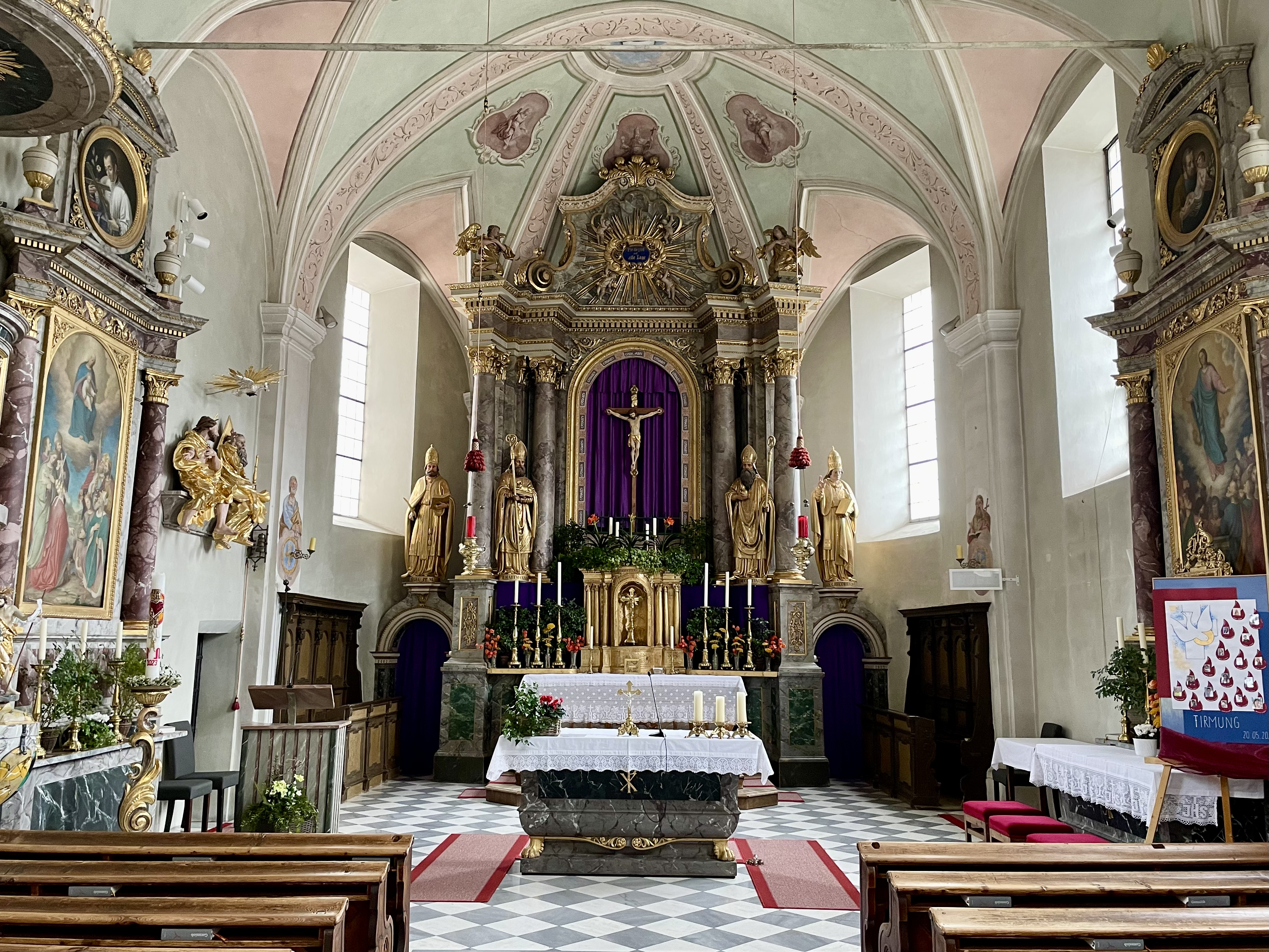
Innenraum der Pfarrkirche Assling

Die Pfarrkirche Assling steht in einem ansteigenden Gelände mittig in der Ortschaft Unterassling in der Gemeinde Assling im Bezirk Lienz im Bundesland Tirol. Die auf die heilige Dreifaltigkeit geweihte römisch-katholische Pfarrkirche gehört zum Dekanat Lienz der Diözese Innsbruck. Die Kirche steht unter Denkmalschutz (Listeneintrag).

## Geschichte
Urkundlich wurde 1187 ein erster Pfarrer genannt. Die Pfarre war seit 1261 dem Augustiner-Chorherrenstift Neustift bei Brixen inkorporiert, konnte aber die damit verbundenen Rechte erst 1399 durchsetzen.
1723 ist die Kirche abgebrannt und wurde mit dem Maurermeister Nikolaus Ströner 1723/1724 wieder aufgebaut und 1726 geweiht. Der neuromanische Fassadenvorbau wurde nach den Plänen des Architekten Ludwig Tschurtschenthaler gegen 1860 errichtet.

## Architektur
Die große einfache Barockkirche mit einem Nordturm an drei Seiten von einem Friedhof mit einer Umfassungsmauer umgeben bildet mit dem wuchtigen Widum ein Bauensemble.
Das Kirchenäußere zeigt beim Langhaus eine schlichte Gliederung und nur südlich getreppte Strebepfeiler. An der Südwand gibt es ein Fragment eines Freskos Kreuzigung mit Maria, Johannes und einen hl. Bischof um 1430.
Das Kircheninnere zeigt in der Achse des Gewölbes Deckenmalereien von Wolfram Köberl 1964.

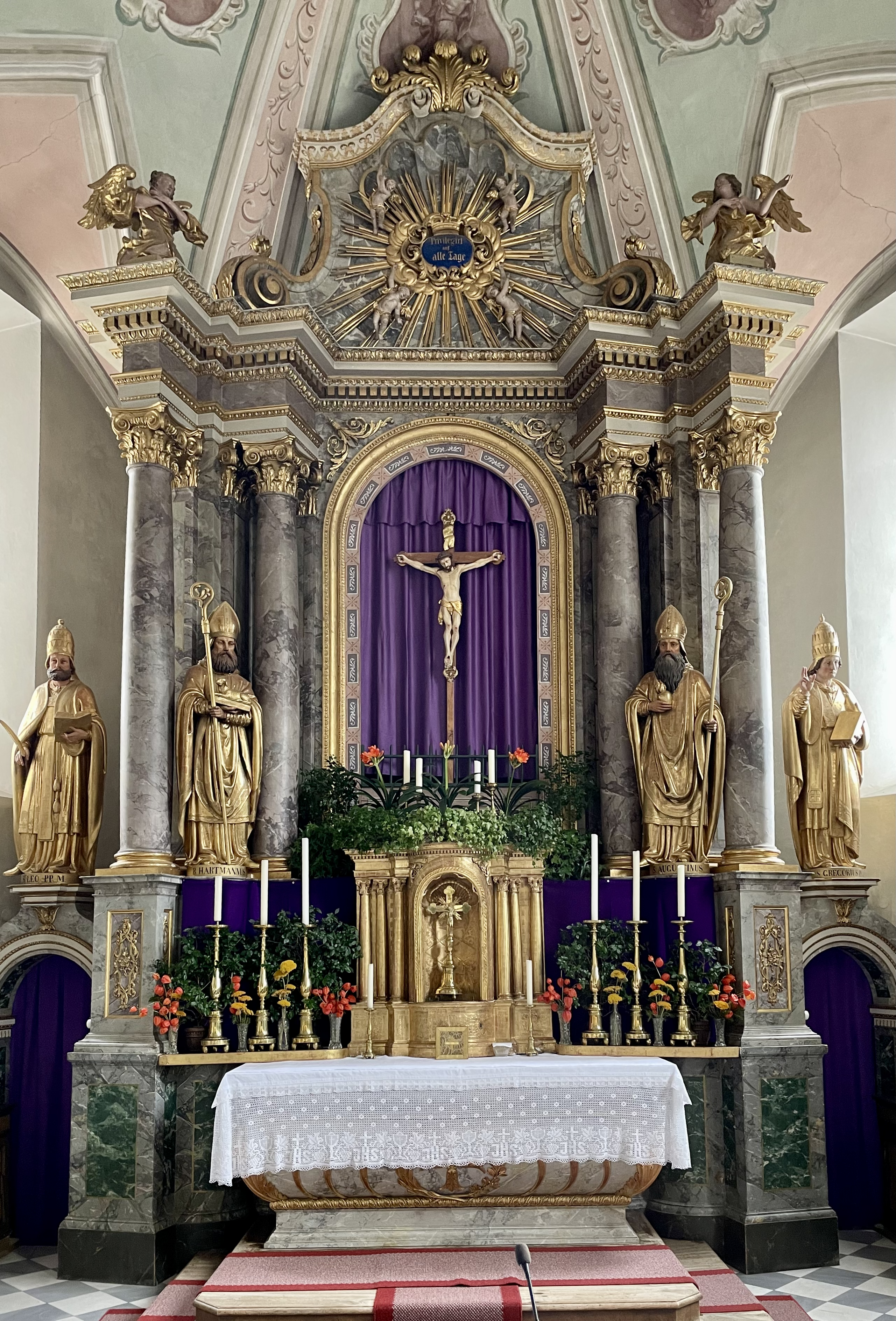
Hochaltar – Pfarrkirche Assling

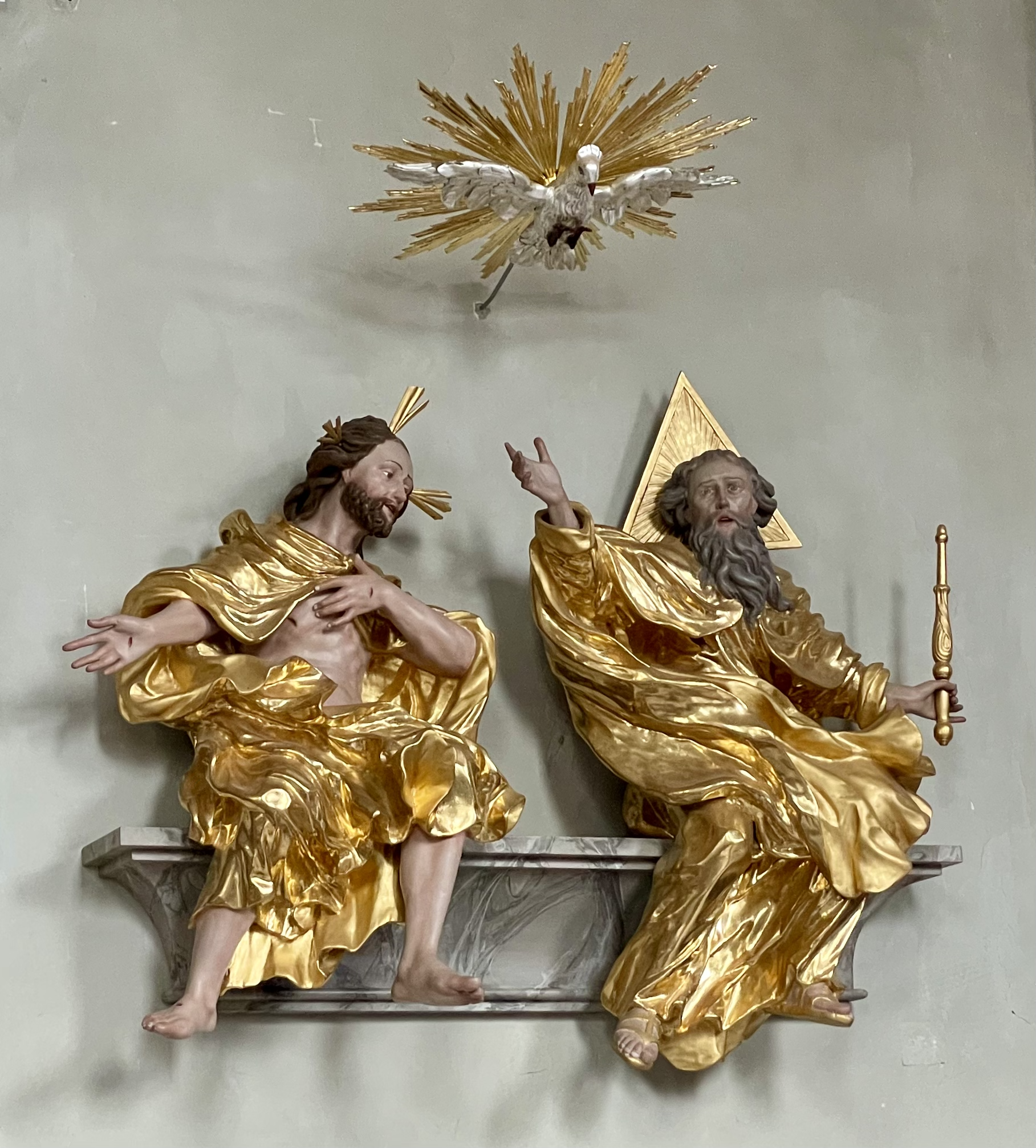
Hl. Dreifaltigkeit – Pfarrkirche Assling

## Ausstattung
Den Hochaltar schuf Josef Steiner 1865.
Die Orgel in einem klassizistischen Gehäuse entstand 1820. Eine Glocke nennt Lukas Graßmayr 1673.